# What's Made Milwaukee Famous (Has Made a Loser Out of Me)
Singles de Jerry Lee Lewis
Another Place Another Time
(1968) She Still Comes Around
(1968)
What's Made Milwaukee Famous (Has Made a Loser Out of Me) est une chanson écrite par Glenn Sutton (en),. Le single de Jerry Lee Lewis sort, aux États-Unis, en mai 1968, sous le label Smash Records.
La chanson est le premier titre de l'album, Another Place, Another Time de Jerry Lee Lewis sorti en 1968.
Le titre de la chanson est une référence à la bière de la marque Schlitz (en), qui depuis de nombreuses années a pour slogan « The beer that made Milwaukee famous. » (en français : La bière qui a rendu Milwaukee célèbre).

## Source de la traduction
- (en) Cet article est partiellement ou en totalité issu de l’article de Wikipédia en anglais intitulé « What's Made Milwaukee Famous (Has Made a Loser Out of Me) » (voir la liste des auteurs).